# Miagrammopes aspinatus
Miagrammopes aspinatus là một loài nhện trong họ Uloboridae.
Loài này thuộc chi Miagrammopes. Miagrammopes aspinatus được Arthur Merton Chickering miêu tả năm 1968.